# Harántolás

Harántolt (felezett) pajzs

Névváltozatok: jobbról harántolt (Gömbös 47.), haránt vágott (Forgon 25.), jobb haránt vágott (Forgon 49.), jobbharánt
vágott (Gudenus I. 382.), harántosztott (Bertényi Új m. 27.), jobbról balra harántékosan kettéosztott vitézi vért (Gudenus
I. 607.), harántékosan osztott (Gudenus I. 484.), két (alsó és felső háromszegletes) udvarra oszlik (Nagy Iván V. 140.);
harántpólyázott: jobbról balra rézsut
ezüst-vörössel hatszor fölváltva vonalzott szalag (Nagy Iván II. 119.)
fr: tranché, en: per bend, bendy <többször harántolt>, de: schräg geteilt, durchschnitten, cs: (dělení) pokosem, la: sectio
diagonalis

Rövidítések:
A harántolás heraldikai pajzstagolási módszer, melynél a pajzs jobb felső sarkából
a pajzs bal alsó sarka felé húzott harántos osztóvonal a mezőt két részre osztja. Tágabb értelemben harántolásnak
(de: durchschnitten) nevezzük a jobbharánt vagy balharánt vonal által létrejövő pajzsosztásokat is. A (jobb)harántolás
történhet egynél több átlós osztóvonallal is. Ilyenkor kétszer, háromszor stb. harántolt (illetve harmadolt, negyedelt stb.)
pajzs jön létre. A harántolás nemcsak egyenes, hanem mindenféle görbe osztóvonal által is végbemehet. Gyakoribb, mint a
balharántolás, mert azzal szemben pozitívabb nézetek kapcsolódnak hozzá, akárcsak a harántpólyához. A
sisakdísz címerképei is lehetnek harántoltak. Harántolt pl. a Jeszenszky család bárói címere.
Páratlan számú osztóvonal és kettőnél többféle borítás harántolt pajzsot eredményez. Páros számú osztóvonal és kétféle
borítás harántpólyát hoz létre. Az osztóvonal helyzete szerint lehet alsó vagy felső helyzetű
harántolás. Mindezen változatok mesteralaknak, pontosabban pajzstagolásnak számítanak. Ha a mezők egyikében van
valamilyen címerábra, pajzsosztás, tehát osztott pajzs jön létre.

Harántolt (egyszerű címer)
Osztott címer (a mező[k]ben más címerábra is van)
Harmadolt pajzs
Kétszer harántolt pajzs
Harántpólya
Felül harántolt
Alul harántolt